# Otto Max Sachse
Otto Max Sachse (* 13. Juni 1893 in Mülsen St. Jacob; † 11. August 1935 in Lichtenstein/Sa.) war ein sächsischer Heimatforscher und -schriftsteller aus Mülsen St. Jacob (heutiger Ortsteil von Mülsen).

## Leben
Otto Max Sachse wurde als Sohn des Webers Oskar Max Sachse in einem Haus geboren, das gegenüber der heutigen Gemeindeverwaltung von Mülsen St. Jacob stand. Auf Grund einer plötzlich auftretenden Kurzsichtigkeit musste er aus der siebenten Klasse entlassen werden. Er besuchte die Webschule und erlernte den Beruf eines Webers.
Ab seinem 18. Lebensjahr beschäftigte er sich autodidaktisch mit Geschichte, Literatur und Philosophie. Der Erste Weltkrieg behinderte sein Studium. Im Schützengraben schrieb er seine ersten Gedichte und Erzählungen. Im Krieg verstärkte sich seine Abneigung gegen den Militarismus. Er war in Frankreich Mitglied des Soldatenrates. Nach seiner Rückkehr aus dem Weltkrieg arbeitete er nur kurz als Weber, um später in Zwickau als Redakteur zu arbeiten. In der Weltwirtschaftskrise war er vier Jahre lang arbeitslos. Da er eine Frau und vier Kinder hatte, musste er jede Arbeit, die sich ihm bot, annehmen. Nebenbei forschte er in den Archiven von Lichtenstein/Sa., Glauchau und Zwickau. Dadurch lernte er maßgebende Persönlichkeiten kennen und wurde auf Grund dessen in den Gemeinderat von Mülsen St. Jacob berufen.
In Zeitungen aus dem Zwickauer und Glauchauer Raum, in diversen Erzgebirgischen Kalendern sowie im Schönburgischen Hauskalender veröffentlichte Sachse nach Ende des Ersten Weltkriegs Dutzende von ortsgeschichtlichen Aufsätzen und Erzählungen. Letztere spielen oftmals vor historischem Hintergrund und haben zumeist das Schönburgische Herrschaftsgebiet (Schönburgische Hauskalender) oder das Erzgebirge (Erzgebirgskalender) als Handlungsort. Daneben erschienen auch einzelne Texte außerhalb der engeren Heimat Sachses, etwa die Erzählung „Der weiße Khan“, die in einem Leipziger Verlag veröffentlicht wurde.
Er wollte eine Chronik des Mülsengrundes erarbeiten und setzte sich für ein Museum in Mülsen St. Jacob ein, für welches aber keine Mittel bereitgestellt wurden. Bis zu seinem frühen Tod mit 42 Jahren trug er sich auch mit dem Gedanken einen Heimat- und Altertumsverein zu gründen. Er war von 1917 bis 1920/22 Mitglied der USPD. Seine Artikel im Volksblatt unterzeichnete er mit „Le Rouge“.

## Werke (Auswahl)
Erzählungen
- Romanus´ Nachtritt
- Die Geister der Prinzenhöhle
- Im Flammenschein von St. Niklas
- Heißes Blut
- Die Holzfäller vom Burgwalde
- Der Wirth von Beutha
- Schönrosa
- Hugdietrichs Hochzeitsfahrt am Sylvesterabend
- Das Wernsdorfer Lager
- Im Zeichen des "schwarzen Todes"
- Die weiße Ahnfrau der Isenburg
- Der weiße Khan
- Das war Glatzbergs ärmster Sohn
- Katzensilber
- Eine Elendsweihnacht
- Unter der Fahne des Schössers
- Kampf um Esther
- Die Ansiedler vom "hohen Brunn"
- Der Safran-Schmuggel
- Die Schnapphähne vom Schwarzwassertal
- Ein kleines Landstraßendrama
- Michel Müllers Glücksfahrt
- Kirmesabenteuer der Walddorfburschen

Bühnenstücke
- Der Hadernkrieg
- Einer Mutter Schuld und Leid
- Mülsener Allerlei
- Schicksalsstunde am Runden Tisch
- Der verfluchte Schatz

Ortsgeschichtliche Aufsätze
- Tausendjähriger Ursprung Mülsens? – Die Heimat Nr. 10 - 1929
- Wildschützenabenteuer im alten Mülsen – Wirtschaftlicher Wegweiser für den gesamten Mülsengrund Nr. 11 Dez. 1929
- Die industrielle Glanzzeit des Mülsengrundes und das Arbeiterleben in der ersten Hälfte des 19. Jahrhunderts – Der Textilarbeiter 20. Juni 1930
- Geschichte der Familie Deeg-Leißner – Generalanzeiger für den Mülsengrund Jan./Feb. 1932
- Ortsteil- und Häusernamen in Mülsen St. Jacob – Glauchauer Zeitung Okt. 1932
- Früherer Geisterspuk im Mülsengrund – Schönburgischer Hauskalender 1933
- Der alte Ritter geht um – Zwickauer Tageblatt März 1935
- Das Rätsel um die steinerne Kuh – Mülsener Heimatklänge Aug. 1935